# Chrysocraspeda remutans
Chrysocraspeda remutans là một loài bướm đêm trong họ Geometridae.